# Jenna Leigh Green
Jennifer Leigh Greenberg (ur. 22 sierpnia 1974 w West Hills, Kalifornia) – amerykańska aktorka filmowa i telewizyjna oraz piosenkarka,  występowała w roli Libby Chessler w serialu Sabrina, nastoletnia czarownica.

## Życiorys
Jenna Leigh Green urodziła się w West Hills w stanie Kalifornia. Jej matka oraz dziadek byli aktorami, ojciec natomiast członkiem zespołu muzycznego The Academics. Swoją karierę rozpoczęła od filmu Śmierć cheerleaderki z 1994. Rok później wystąpiła w filmie Chłopcy bombowcy a w 1997 zagrała Rise bohaterkę dramatu Friends Til the End. Pojawiała się również gościnnie w serialach takich jak Dharma i Greg, Cover Me czy Extreme Ghostbusters. W 1996 roku wcieliła się w postać Libby Chessler w Sabrinie, nastoletniej czarownicy, serialu dla młodzieży emitowanym przez stacje ABC, dzięki czemu zyskała popularność. Zagrała Wandę w musicalu Sandman z 1998 oraz Jess Hayes w filmie akcji Od pierwszego wystrzału z 2002 roku. W 2004 roku wcieliła się w postać Betty bohaterkę musicalu Open House.

## Filmografia

### Filmy
- Open House (2004) jako Betty
- Od pierwszego wystrzału (First Shot) (2002) jako Jess Hayes
- Bogus Witch Project (2000) jako Heather (segment „The Bel Air Witch Project”)
- Sandman (1998) jako Wanda
- Friends 'Til the End (1997) jako Risa
- Chłopcy bombowcy (Captain Nuke and the Bomber Boys) (1995) jako dziewczyna
- Śmierć cheerleaderki (Friend to Die For, A) (1994) jako Meridith

### Seriale
- Cover Me (1999) jako Tara Mathers
- Dharma i Greg (Dharma & Greg) (1997–2002) jako Kelly Kincaid (gościnnie)
- Extreme Ghostbusters (1997) jako Wanda (głos) / Persefineathious (głos) (gościnnie)
- Sabrina, nastoletnia czarownica (Sabrina, the Teenage Witch) (1996–2003) jako Libby Chessler
- Ostry dyżur (ER) (1994–2009) jako Tammy Gribbs (gościnnie)